# Conurbación Elda-Petrel
La conurbación Elda-Petrel está situada en el interior de la provincia de Alicante (España). Formada por las ciudades de Elda y Petrel, forma, con 93.535 habitantes, el 6º núcleo de población de la Comunidad Valenciana y el 47.º de España.

## Historia
Si hasta el año 1975 aún podía establecerse una línea divisoria más o menos clara, en el barrio llamado precisamente la Frontera, a partir de esta fecha la unión física de ambos municipios fue ya completa, habiéndose tenido que crear una mancomunidad de servicios, denominada desde 2006), Mancomunidad Intermunicipal del Valle del Vinalopó.

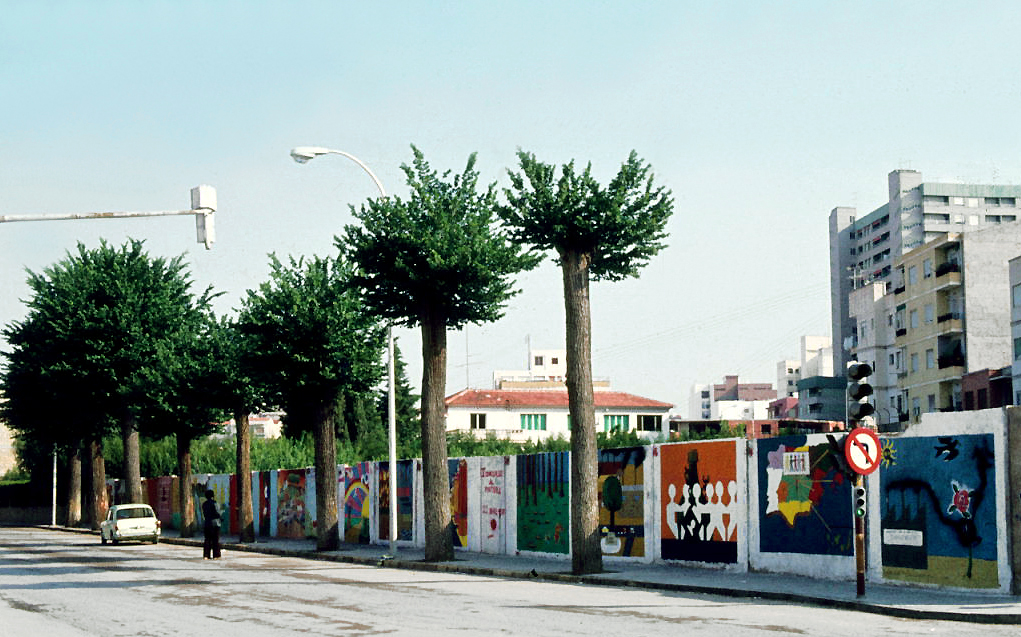
Calle de Elda-Petrel a finales de la década de 1970

Sin embargo, a pesar del contacto entre ambas poblaciones, se produce en ellas una dualidad lingüística, ya que Petrel es población de habla valenciana y Elda lo es de habla castellana. Esto se explica por la repoblación que se efectuó, tras la expulsión de los moriscos de Petrel, con gentes de la vecina Hoya de Castalla.
Existe cierta rivalidad entre ambas poblaciones, que se aferran a su lengua y cultura propias. Petrel ha luchado con tesón por no ser absorbida, pese a que históricamente pertenecía al señorío de los condes de Elda. Cuando se hizo la división de ambos términos el 12 de diciembre de 1703, el conde Francisco Coloma Pujades y Borja concedió a Petrel más del doble de hectáreas que a Elda. Hay quien ha dicho que lo hizo llevado del encono que le producían las reiteradas reclamaciones de los eldenses ante los tribunales de justicia por sus excesivas pretensiones en el cobro de los pecios. Al formar parte del mismo señorío se estableció la Mancomunidad General de pastos, leñas y aguas con el objetivo de que ambas villas pudieran aprovechar los recursos mutuos sin distinción entre ambas.
Tras la división, la villa de Petrel quedaba mucho más alejada de la línea divisoria que Elda. El límite oeste de Petrel quedó situado a dos kilómetros de su casco urbano, rozando el de Elda. Pero Petrel, asentada en las primeras estribaciones de la montaña de la Silla del Cid, tenía su expansión obligadamente hacia Elda. Petrel participó activamente en la industria del calzado, progresando desde la producción artesana de la alpargata, junto con la alfarería, que pronto fue abandonada.

## Descripción
La frontera entre Elda y Petrel se extiende aproximadamente de norte a sur atravesando el casco urbano de ambas poblaciones. Tanto es así que incluso existen viviendas cuyas dependencias quedan divididas entre ambas poblaciones, y contribuyen de manera proporcional a la superficie a ambos municipios en materia de impuestos. Entre otras curiosidades cabe destacar la presencia del Colegio Público Miguel Hernández, perteneciente a Elda, aunque situado en terreno de Petrel.
La fisionomía de la zona de la frontera fue fruto de las conversaciones entre las alcaldías de Elda y Petrel en el momento de la planificación urbana de las viviendas de la zona, de tal forma que existe continuidad en las calles que atraviesan ambas poblaciones. De hecho, la frontera es tan sutil que la gran mayoría de habitantes de la zona no acierta a delimitar la misma. Aunque existen calles que dividen las poblaciones a cada lado (por ejemplo la [Avenida del Mediterráneo], la mayoría de las vías sólo se limitan a cambiar de nombre para indicar la presencia en un municipio u otro (como Jaime Balmes en Elda y Avenida de Elda en Petrel), o incluso permanecen con el mismo nombre y repiten la numeración de los portales (como en la Avenida de Madrid).

## Demografía

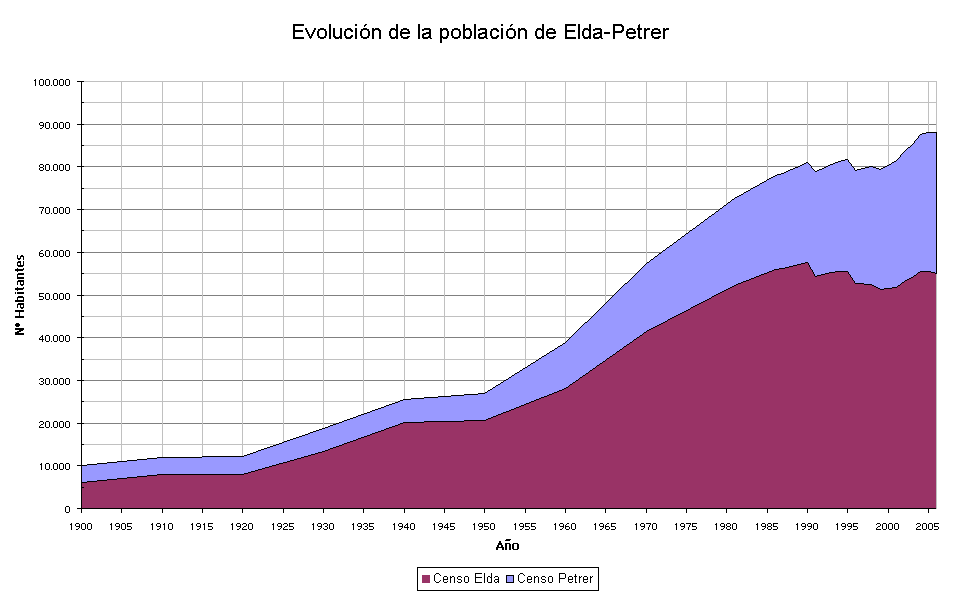
Población de Elda-Petrel.

## Infraestructuras

### Medios de transporte

#### Transporte público
Autobuses La conurbación tiene un servicio de autobuses divididos en 3 líneas. La empresa concesionaria es ALSA.
- L-1: Gasolinera Idella (Elda)- Hospital Universitario "Virgen de la Salud" (Elda)
- L-2: Petrel (C.P. La Hoya) - Hospital Universitario "Virgen de la Salud" (Elda)
- L-3: Elda - Monóvar

Además, tiene una estación de autobuses en la frontera entre ambas ciudades que es parada de líneas que comunican Alicante con Villena, Petrel con Elche y Murcia con Valencia, entre otras.
TrenElda-Petrel tiene estación de tren, situada en el término municipal de Elda.